# VentureBeat
VentureBeat est un site internet américain traitant de l’actualité des nouvelles technologies.

## Historique
L’entreprise est fondée en 2006 par Matt Marshall, un ex-correspondent pour le Wall Street Journal.
En 2008, le site est décrit comme le meilleur « blog tech » par le New York Times.
En 2012, le site est nommé « meilleur magazine tech de San Francisco » par le SF weekly (en).